# Saad Lamjarred
Le texte peut changer fréquemment, n’est peut-être pas à jour et peut manquer de recul. 
Le titre et la description de l'acte concerné reposent sur la qualification juridique retenue lors de la rédaction de l'article et peuvent évoluer en même temps que celle-ci.
Saad Lamjarred (en arabe : سَعْد ٱلْمْجَرَّد) ; né le 7 avril 1985 à Rabat est un auteur-compositeur-interprète, danseur, producteur de musique, multi-instrumentiste et acteur marocain. Figure majeure de la pop arabe, il est le premier chanteur ayant popularisé la musique pop en dialecte marocain, réputé difficilement compréhensible au Moyen-Orient,.
Sa carrière est marquée par de nombreux succès commerciaux, mais également par plusieurs affaires judiciaires, dont une condamnation en 2023 pour viol aggravé en France.

## Biographie

### Enfance et formation
Saad Lamjarred est né le 7 avril 1985 à Rabat. Il grandit au milieu d'une famille d'artistes marocains : il est le fils du chanteur Bachir Lamjarred, plus connu sous le nom de Bachir Abdou, et de l'actrice Nezha Regragui. Il choisit donc comme vocation le chant et la musique. Il a un frère, Ali, qui réside à Londres.
Inscrit au Conservatoire national de musique, le jeune Saad fait de nombreux spectacles avec son père.

### Carrière
Après dix ans vécus aux États-Unis, Saad Lamjarred participe en 2007 à la 4e édition de l'émission libanaise SuperStar et atteint la finale, où il se retrouve 2e derrière le chanteur tunisien Marwan Ali.
En 2008, il participe au concours de chant libanais Lamin al ghinia, il y présente Baheb elly byekrahni, son premier single officiel dont les paroles et la composition sont signées Souhail Fares. Ce n'est qu'en 2009 à la sortie de son single intitulé Waadini (Promets-moi), dont le clip est tourné en Californie, que Saad Lamjarred se fait réellement connaître.
En 2012, il sort un single marocain aux saveurs Khaliji, Salina Salina, suivi d'un clip aux différentes notations rythmiques de la musique électronique et du hip-hop marocain, Mal Habibi Malo (« Qu'est-ce qui ne va pas avec mon amoureux »), tiré de son premier album solo Wala Alaik, sorti en 2013, qui sont des succès nationaux. En 2014, Il sort le single Enty (« Toi ») en collaboration avec DJ VAN et Universal music. Ce titre domine l'audience YouTube dans la région MENA pendant de nombreux mois avec plus de 12 millions de vues en huit semaines, ce qui en fait l'un des vidéoclips les plus populaires jamais publiés dans le monde arabe. Le chanteur devient par ailleurs la nouvelle idole des jeunes du monde arabe et son titre remporte le prix de la chanson moderne de l'année décerné par Méditel Morocco Music Awards ainsi qu'une Murex d'or avec une nomination aux MTV Europe Music Award dans la catégorie Best Middle East ; le succès du titre à l'étranger amène l'artiste a le rééditer l'année suivante,,.
En 2015, son morceau «Lmaallem» (« Le maestro ») est un énorme succès dans la région MENA, se hissant en tête de l'audience YouTube en ce qui concerne les vidéos de musique arabe, la plateforme comptabilisant plus de 30 millions de vues en 30 jours de sa sortie, et plus d'1 milliard de vues au total en janvier 2023. À la suite du succès de ce titre, «Lmaallem» devient son surnom artistique. Il entame des tournées internationales et remporte plusieurs prix. La même année, il reçoit la médaille de la récompense nationale au grade de chevalier, tandis que son père reçoit la même récompense au grade d'officier par le roi du Maroc, Mohammed VI,,,. La star entame depuis des succès avec de nombreuses chansons qui ont acquis une grande popularité.
Sa musique mélange différents styles combinant dialecte marocain et une grande variété de styles musicaux, notamment pop américaine, pop arabe, ,musique marocaine, Hip-hop, Rap, rap marocain, raï, musique arabe, musique égyptienne ; il apparaît dans des rôles de danseurs et comédien dans ces clips, avec un style vestimentaire funky-rock.
Saad Lamjarred parraine de nouveaux artistes comme Redone Berhil ou Rikia Magha pour les aider à percer dans le milieu de la chanson. Une de ses chansons fut plagiée par Fouaz La Class.
Un concert était prévu au palais des congrès de Paris le 29 octobre 2016, organisé par la productrice Ilhem Bouzid. Compte tenu de l'affaire, ce concert n'a pas eu lieu, causant des torts à la société de production qui ne récupérera jamais son dû.
Le 31 juillet 2018, Saad Lamjarred sort Casablanca, un titre chanté entièrement en français.

## Polémiques

### Faux followers
Une opération menée par Twitter en juillet 2018 a permis de démasquer des tricheries sur le nombre de fans réels de beaucoup de célébrités internationaux et au monde arabe dont Saad Lamjarred. Après ce nettoyage, le nombre de ses followers passe d'un peu plus de 5 millions à 1 million d'abonnés.

### Litige sur les droits d’auteur
En novembre 2019, la chanson Salam est temporairement retirée de YouTube à la suite d’un différend sur les droits d’auteur concernant l’œuvre amazighe Ahwash Netfarkhine. L’affaire est résolue par un accord entre les parties .

## Affaires judiciaires

### Aux États-Unis
Accusé de viol, Saad Lamjarred est poursuivi par la justice des États-Unis et incarcéré en mars 2010,.
Il est entendu deux fois par la cour. Après avoir payé une caution, il  quitte les États-Unis avant son jugement, où il risque jusqu'à 25 ans de prison fermes,. Il se réfugie au Consulat du Maroc à New York.
La plainte est réactivée en mai 2016,,, la victime présumée ayant reconnu son agresseur en voyant un de ses clips. Finalement, la plaignante accepte un règlement à l'amiable en dehors du tribunal et cesse de facto toute collaboration avec le procureur qui abandonne les poursuites,. Le 23 décembre 2016, l'affaire est classée par un juge de la Cour Suprême de l'État de New York.

### Au Maroc
En novembre 2016, une jeune femme franco-marocaine porte plainte pour une autre agression sexuelle, qui aurait eu lieu à Casablanca en 2015,. Elle affirme ne pas avoir immédiatement porté plainte par honte. La victime assure avoir subi des violences de la part de son agresseur qui lui aurait alors arraché son pantalon avant de lui porter un coup de poing au visage.
Le 14 février 2017, Saad Lamjarred est auditionné par la police judiciaire française,,. La victime présumée a retiré sa plainte en raison « de  lourdes pressions » venant de ses proches en décembre 2016,.

### En France

#### Condamnation pour viol
Saad Lamjarred fait l'objet d'une plainte pour « agression sexuelle avec violence » par une jeune femme à Paris. Le mercredi 26 octobre 2016, une jeune fille de 20 ans, « très choquée » et en petite tenue est recueillie par des employés de ménage d'un hôtel Marriott dans le VIIIe arrondissement à Paris. Elle est poursuivie dans les couloirs  par le chanteur, simplement vêtu d'un caleçon. Il est arrêté par la police française et placé en garde à vue.
Saad Lamjarred est mis en examen pour « viol aggravé » et « violences volontaires aggravées »,. Il est écroué par un juge des libertés et de la détention, le 28 octobre dans la maison d'arrêt de Fleury-Mérogis,.
Sa défense est assurée par Jean-Marc Fédida et Éric Dupond-Moretti (qui devint ministre deux ans après),, et payée par Mohammed VI,.
Le 13 avril 2017, il est assigné à résidence sous bracelet électronique, dans l'attente de son procès.
Les examens médicaux montrent des traces de sperme sur le corps de la plaignante, ainsi que des lésions. Ils confirment que Saad Lamjarred était sous l'emprise de alcool et de la cocaïne.
En février 2023, la Cour d'assises de Paris requiert sept années de prison et cinq ans d'interdiction du territoire français contre Saad Lamjarred pour viol. Il est condamné le 24 février 2023 à six ans de prison pour le viol aggravé,.
Il interjette appel de cette condamnation et bénéficie d'une libération provisoire le 20 avril 2023. Le procès doit s'ouvrir le 2 juin 2025 devant la cour d'assises d'appel du Val-de-Marne. Mais il est finalement renvoyé pour permettre la réalisation d'investigations supplémentaires.

#### Saint-Tropez
Le 27 août 2018, Saad Lamjarred est mis en garde à vue une seconde fois par le même procureur de la République du même département. Il est accusé par une nouvelle femme d'avoir abusé d'elle durant la nuit du 25 au 26 août à Saint-Tropez dans le Var. Le lendemain, le parquet français demande une mise en examen du chanteur pour viol,. Son avocat dans l'affaire parisienne, Éric Dupond-Moretti, annonce qu'il ne le défendra plus.
Le 18 septembre 2018, il est écroué sur décision de la cour d'appel d'Aix-en-Provence, après que le parquet de Draguignan a fait appel de son placement sous contrôle judiciaire,.
En mars 2021, la cour d'appel a de nouveau ordonné qu'il soit jugé aux assises pour « viol aggravé », conformément aux réquisitions du parquet général.

### Rumeurs et préoccupations
Dans le milieu artistique marocain, certains observateurs évoquent un décalage entre l'image publique très soignée du chanteur et des présumés comportements privés qui soulèveraient des interrogations, notamment dans ses rapports avec certaines femmes.
Le journaliste marocain Simo Benbachir, basé à Los Angeles, déclare :

« Tout le monde sait que Saad a des problèmes avec l’alcool et la drogue, et la cocaïne notamment. Mais ça dérange profondément les gens de l’entendre. »

À Casablanca, un résident d'un quartier huppé, présenté comme voisin de l'artiste, raconte sous couvert d'anonymat :

« Saad est malade, il devient violent quand il se drogue et s’en prend aux femmes. On entendait des hurlements toutes les semaines : des femmes qui sortaient en courant et en hurlant en plein milieu de la nuit. »

#### Conséquences dans les médias
En septembre 2016, après une campagne sur les réseaux sociaux demandant l'arrêt de la diffusion des titres de Saad Lamjarred au Maroc, les médias Hit Radio et Radio 2M décident de stopper leur promotion du chanteur. Par ailleurs, les nominations du chanteur pour les All Africa Music Awards de 2018 sont annulées.

## Discographie
Collaborations
- Enty : feat. DJ Van
- Wana Ma'ak : feat. Asmaa Lamnawar
- Aaziz ou Ghali : feat. Bachir Abdou
- Bab Alrajaa : feat. Mohamed Reda
- Ensay: feat. Mohamed Ramadan
- Enty Hayaty (2021), inclus un duo avec Calema
- Min Awel Deqiqa: feat. Elissa
- Carrousel: En collaboration avec Enesse

Albums
- Wala Aalik (2013)

## Filmographie

### Séries
- 2011 : Saad Lamjarred entame une carrière d'acteur dans la série marocaine Ahlam Nassim[5]. Il y joue le rôle principal de Nassim auprès de l'actrice Farah El Fassi, qui joue le rôle de Ahlam. La série a été diffusée en 2012.

## Distinctions
- 2014 : Sélectionné pour le MTV Europe Music Award dans la catégorie « meilleure chanson arabe »[53].
- 2015 : DearGuest Award, « meilleure chanson » pour Lm3allem[54].
- 2017 : ANMA : Arab Nation Music Awards « meilleure chanson » pour Ghaltana
- 2017 : Murex d'or, « The People's Choice Award 2017 »[55]
- 2017 : DAF Bama Music Awards, « Best Song 2017 » pour la chanson Let Go[56]
- 2017 : Hapa Music Awards, dans la catégorie les légendes de la musique du continent africain[57]